# Xanthippus olancha
Xanthippus olancha är en insektsart som först beskrevs av Andrew Nelson Caudell 1921.  Xanthippus olancha ingår i släktet Xanthippus och familjen gräshoppor. Inga underarter finns listade i Catalogue of Life.